# 陳麗如
陳麗如（1981年4月24日—），臺灣女子射箭選手，於2004年雅典奧運奪得女子射箭團體銅牌，在個人賽中則排名第50。

## 戰績
- 2003年第13屆亞洲盃射箭錦標賽：個人第3名
- 2004年歐洲巡迴賽：團體第6名
- 2004年奧林匹克運動會：團體第3名
- 2014年亞洲運動會：團體第2名（複合弓）
- 2018年亞洲運動會：團體第3名（複合弓）
- 2019年世界射箭錦標賽：團體第1名（複合弓）